# 宿泊者名簿
宿泊者名簿（しゅくはくしゃめいぼ）とは、宿泊施設に備え付けが義務づけられている宿泊者の情報を記した名簿である。宿帳とも。根拠法令は旅館業法第6条。

## 概要
宿泊施設担当者、宿泊者自身が、宿泊者の氏名・住所・連絡先その他の事項を記載する。宿泊者自身が記入する場合は、宿泊者カードに記入する形態もある。記載事項には、前記情報のほか生年月日や電話番号、前泊地などの情報の記入を求められることもある。外国人宿泊者は、国籍やパスポートの旅券番号も必要となる。

## 目的
- 伝染病や食中毒などが発生した際の追跡
- 賭博などの違法行為や風紀を乱す行為の防止

## 虚偽記載の違法性
拘留又は科料が、旅館業法の刑罰として定められているが、実際に適用された例はほぼない。宿泊者名簿自体は私文書ではないことから、偽名を書いても私文書偽造罪には問われない。ただし、別件逮捕のために利用される例はあり、過去にオウム真理教や過激派関係者を逮捕する際に、宿泊者名簿の不実記載を適用して逮捕されたケースがある。
また2000年代になると、都道府県や市町村で暴力団排除条例が施行されると、条例の目的に沿って宿泊名簿の記入を通じて暴力団関係者か否かについて、職業等の確認が行われるようになった。この時点で暴力団関係者であることを偽ると詐欺罪で逮捕されることがある。なお、宿泊者名簿に暴力団関係者であることを記入（表明）した場合、詐欺罪にはならないが、宿泊施設で策定している宿泊約款を盾に宿泊拒否が行われる。